# Liste von Finanzaufsichtsbehörden
Die Liste von Finanzaufsichtsbehörden beinhaltet staatliche Organisationen, die sich mit der Finanzmarktaufsicht befassen, und ist alphabetisch sortiert.
- Albanien – Albanische Finanzaufsichtsbehörde, alb.: Autoriteti i Mbikëqyrjes Financiare, engl.: Albanian Financial Supervisory Authority (FSA)[1]
- Algerien – La Commission d’Organisation et de Surveillance des Opérations de Bourse (COSOB)[2]
- Andorra – Institut Nacional Andorrà de Finances (INAF)
- Argentinien – Comisión Nacional de Valores (CNV)[3]
- Australien – Australian Prudential Regulation Authority (APRA)
- Australien – Australian Securities and Investments Commission (ASIC)[4]
- Bahamas – Securities Commission of the Bahamas[5]
- Bangladesch – Securities and Exchange Commission[6]
- Belgien – „Commissie voor het Bank-, Financie- en Assurantiewezen“ in holländischer Sprache und „Commission Bancaire, Financière et des Assurances“ in französischer Sprache (CBFA)
- Bosnien und Herzegowina – Republika Srpska Securities Commission für die Republika Srpska
- Brasilien – Banco Central do Brasil (BACEN)[7]
- Britische Jungferninseln – British Virgin Islands Financial Services Commission
- Bulgarien – Financial Supervision Commission (FSC)[8]
- Chile – Superintendencia de Valores y Seguros[9]
- Dänemark – Financial Supervisory Authority, (Finanstilsynet in dänischer Sprache)[10]
- Deutschland – Bundesanstalt für Finanzdienstleistungsaufsicht (Bafin)
- Dubai – Dubai Financial Services Authority (DFSA)[11]
- Estland – Finantsinspektsioon[12]
- Färöer-Inseln – Insurance Authority of the Faroe Islands (Tryggingareftirlitið in faröischer Sprache, für Versicherungen, Pensionsfonds und eine Hypothekenbank)
- Finnland – Finanssivalvonta (FIN-FSA)
- Frankreich – Autorité des marchés financiers (AMF)
- Griechenland – Capital Market Commission[13]
- Großbritannien – Financial Conduct Authority (FCA)[14]
- Guatemala – Superintendencia de Bancos (SB)
- Hongkong – Securities and Futures Commission (SFC)
- Indien – Reserve Bank of India
- Indien – Securities and Exchange Board of India (SEBI)[15]
- Irak – Iraq Securities Commission (ISC)
- Irland – Central Bank and Financial Services Authority of Ireland[16]
- Island – Financial Supervisory Authority - Iceland[17]
- Isle of Man – Financial Supervision Commission (FSC für Banken, Wertpapiere und Vermögensverwaltung)
- Isle of Man – Insurance and Pensions Authority (IPA für Versicherungen und Pensionsfonds)
- Israel – Israel Securities Authority (ISA)
- Italien – Commissione Nazionale per le Società e la Borsa[18]
- Japan – Kin’yū-chō
  - Shōken Torihikitō Kanshi Iinkai
- Kanada – Canadian Securities Administrators (CSA)
- Kanada – Investment Industry Regulatory Organization of Canada (IIROC)[19]
- Kanada – Mutual Fund Dealers Association (MFDA)
- Kasachstan – Агентство Республики Казахстан по регулированию и надзору финансового рынка и финансовых организаций – Agentur der Republik Kasachstan für die Regulation und Überwachung des Finanzmarktes und von Finanzorganisationen
- Kroatien – Croatian Agency for Supervision of Financial Services[20]
- Lettland – Financial and Capital Market Commission[21]
- Liechtenstein – Finanzmarktaufsicht (FMA)[22]
- Litauen – Securities Commission of the Republic of Lithuania[23]
- Luxemburg – Commission de Surveillance du Secteur Financier[24]
- Malta – Malta Financial Services Authority (MFSA)
- Mexiko – Comisión Nacional Bancaria y de Valores
- Niederlande – Autoriteit Financiële Markten[25]
- Neuseeland – Securities Commission of New Zealand[26]
- Nordmazedonien – Securities and Exchange Commission of the Republic of North Macedonia
- Nordmazedonien – National Bank of the Republic of North Macedonia[27]
- Norwegen – Finanstilsynet[28]
- Österreich – Finanzmarktaufsichtsbehörde
- Pakistan – Securities and Exchange Commission of Pakistan (SECP)
- Philippinen – Philippines Securities and Exchange Commission (SEC)
- Polen – Polish Financial Supervision Authority (KNF)[29]
- Portugal – Comissão do Mercado de Valores Mobiliários (CMVM)
- Russland – The Federal Financial Markets Service (FFMS)
- St. Vincent und die Grenadinen – International Financial Services Authority[30]
- San Marino – Zentralbank San Marino (BCSM)
- Schweden – Financial Supervisory Authority
- Schweiz – Eidgenössische Finanzmarktaufsicht (FINMA)
- Schweiz – Schweizerische Nationalbank (SNB)
- Slowakei – Finanzmarktaufsicht der National Bank der Slowakei
- Spanien – Comisión Nacional del Mercado de Valores (CNMV)
- Südafrika – National Credit Regulator
- Südkorea – Financial Services Commission (FSC), Financial Supervisory Service (FSS)
- Taiwan – Financial Supervisory Commission
- Tschechische Republik – Czech National Bank[31]
- Türkei – Capital Markets Board of Turkey (CMB)
- Ungarn – Hungarian Financial Supervisory Authority[32]
- USA – United States Securities and Exchange Commission (SEC)
- USA – United States Federal Reserve System („Fed“)
- USA – Federal Deposit Insurance Corporation (FDIC)
- USA – Office of the Comptroller of the Currency (OCC)
- USA – National Credit Union Administration (NCUA)
- USA – Office of Thrift Supervision (OTS)
- Venezuela – Comisión Nacional de Valores[33]
- Vereinigte Arabische Emirate – Securities and Commodities Authority[34]
- Volksrepublik China – China Securities Regulatory Commission (CSRC)
- Zypern – Zentralbank von Zypern[35]
- Zypern – Cyprus Securities and Exchange Commission[36]